# Гамильтон (аэропорт)
Междунаро́дный аэропо́рт Га́мильтон/Джон С. Манро, — третий по пассажиропотоку после аэропорта Пирсона и аэропорта Билли Бишопа аэропорт Большого Торонто (Канада). Расположен около города Гамильтон (в 11 километрах к югу от него) и в 65 километрах от центра Торонто. Международный код аэропорта: YHM. В 1999 году аэропорт обслужил всего 23 тыс. человек. В 2003 году данный аэропорт уже обслуживал 1,150 млн человек. По сравнению с аэропортом Пирсона Гамильтон предлагает более дешёвые услуги, что и явилось причиной быстрого роста пассажиропотока. Аэропорт назван в честь Джона Манро, много лет бывшего членом парламента от Восточного Гамильнона.
Аэропорт был открыт в 1940 году под названием Аэропорт Маунт-Хоп (англ. Mount Hope Airport), и являлся в первую очередь авиабазой канадских ВВС, история которой отражена в расположенном рядом музее военной авиации. После окончания Второй Мировой войны, авиабаза была закрыта, а аэродром был передан в гражданское пользование. Открылись рейсы в основные канадские города и сезонные рейсы в США, Карибы и Мексику. По мере роста популярности расположенного поблизости аэропорта Буффало-Ниагара число регулярных полётов в США из аэропорта Гамильтона снизилось, однако Гамильтон остаётся важным для нескольких внутренних бюджетных перевозчиков.